# MENA

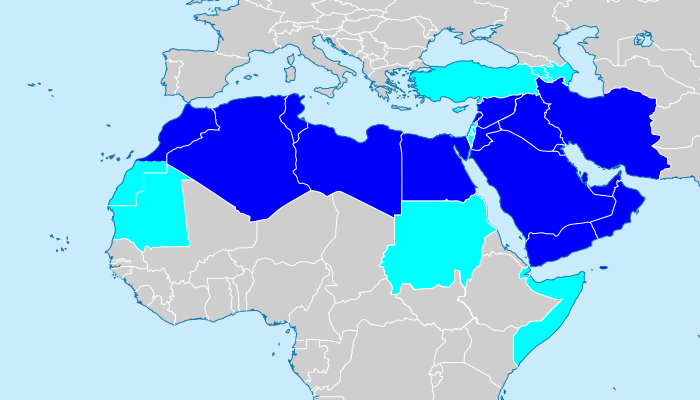
Принято считать странами MENA.
Иногда также считаются частью региона.

Страны MENA (акроним от англ. Middle East and North Africa, также можно встретить БВСА от рус. Ближний Восток и Северная Африка) — это географический регион, объединяющий страны Магриба и Ближнего Востока общей численностью населения 355 млн человек. Большинство стран MENA также являются частью более крупного региона — Большой Ближний Восток. Термин «Страны MENA» принято использовать в академической, военной и политической литературе.
Часто страны MENA употребляются в СМИ в контексте волны протестов и демонстраций, также известных под названием Арабская весна, которые прошли в данном регионе в 2010—2011 гг
.

## Перечень стран MENA
Какого-либо точного перечня стран, входящих в MENA, не существует. Всемирный Банк к таковым причисляет:

| - Алжир - Бахрейн - Джибути - Египет - Израиль - Иордания - Иран - Ирак - Катар - Кувейт | - Ливан - Ливия - Мальта - Марокко - ОАЭ - Оман - Саудовская Аравия - Палестина - Сирия - Тунис - Йемен |

## См.также
- EMEA (англ. Europe, the Middle East and Africa) – экономический регион и/или рынок сбыта, включающий в себя Европу (в том числе Россию), Ближний Восток и Африку.
- GCC (англ. Gulf Cooperation Council) – региональная организация, состоящая из арабских государств Персидского залива, также входящих в MENA.